# Кайев, Лев Алексеевич
Лев Алексе́евич Ка́йев (20 февраля [5 марта] 1913, с. Чирково, Пензенская губерния — 31 марта 1942, близ деревни Холминки, Смоленская область) — советский шахматист и шахматный композитор; мастер спорта СССР (1938). Инженер.

## Биография
Родился 20 февраля (5 марта) 1913 года в с. Чирково Городищенского уезда (ныне пос. Сура Никольского района Пензенской области).
Познакомился с шахматами в 1927 году. С 1931 года проживал в Уфе. Чемпион Башкирии (1932). В первенствах РСФСР (1934 и 1935) — 3—4-е и 2—3-е места. В полуфинале 11-го чемпионата СССР (1938) — 8—9-е место.
В 1936 году переехал в Челябинск по приглашению областного спорткомитета. Был лидером шахматной организации города и области. Погиб во время Великой Отечественной войны в марте 1942 года.
Автор ряда шахматных задач и этюдов.